# Liacarus acutus
Liacarus acutus är en kvalsterart som beskrevs av Pschorn-Walcher 1951. Liacarus acutus ingår i släktet Liacarus och familjen Liacaridae. Inga underarter finns listade i Catalogue of Life.